# بيكي هولدر
بيكي هولدر (بالإنجليزية: Becky Holder)‏ هي فارسة ‏ أمريكية، ولدت في 24 أبريل 1969 في ميندوتا هايتس في الولايات المتحدة.

## وصلات خارجية
- بيكي هولدر على موقع أوليمبيديا (الإنجليزية)